# Старобільськ (станція)
Старобільськ — проміжна залізнична станція Лиманської дирекції Донецької залізниці на неелектрифікованій лінії Кіндрашівська-Нова — Граківка між станціями Половинкине (6 км) та Білокуракине (35 км). Розташована в місті Старобільськ Старобільського району Луганської області.

## Історія
Питання будівництва залізниці через Старобільськ гостро постало ще у 1880-х роках XIX століття. Її відсутність стримувало розвиток самого великого і хлібного повіту Харківської губернії. Багато років керівництво повіту ставило питання про будівництво дороги перед керівництвом губернії і урядом Російської імперії, проте проблема не була вирішена. У 1872 році на східному кордоні повіту була прокладена Південно-Східна залізниця Ростов-на-Дону — Воронеж. Але вона теж не вирішила гостру проблему. У 1895 році була побудована залізнична лінія Лисичанськ — Куп'янськ, яка пролягла межею Харківської та Катеринославської губерній, тобто по самій західній межі повіту. На території повіту був єдиний полустанок — Рубіжне, який отримав назву так як стояв на межі губерній.
Питання про будівництво залізниці Москва — Донбас через Старобільськ було вирішене лише у квітні 1929 року на всесоюзній партійній конференції, яка затвердила перший п'ятирічний план. У числі першочергових будівництв була і залізниця Москва-Донбас. Одразу ж розгорнулася робота з підготовки будівництва — проектування, дослідження майбутньої траси, підготовка кадрів, будівництво житла для фахівців, накопичення ресурсів. З метою прискорення будівництва у березні 1932 року в Харкові відбулася спеціальна конференція при Держпроекттрансі, на якій представники залізниць, проектних організацій, усіх зацікавлених відомств обговорили проблеми майбутнього великого будівництва. Через місяць Уряд СРСР прийняв постанову про спорудження потужної залізничної магістралі Москва — Донбас, в якій повідомлялося:
|  | Побудувати нову залізницю Несвєтай — Кіндрашівська-Нова — Старобільськ — Валуйки. У північній частині від станції Валуйки до станції Ожерельє до існуючого полотна побудувати другу колію… Від Ожерелья до Москви до існуючих двох побудувати третю колію |

.
В середині літа 1932 року дослідницька група інженерів Рогательнікова і Спаського закінчила роботи по трасі Кіндрашівська-Нова — Валуйки. Будівництво було об'явлене комсомольським. Центральний комітет ВЛКСМ оголосив призов будівельників магістралі. На південній частині будівництва було сформовано 11 будівельних ділянок, на які були направлені досвідчені будівельники Туркестансько-Сибірської магістралі, фахівці з Харкова, Києва та Луганська.
Умови праці були надто важкими: повна відсутність механізації, головними знаряддями праці були лопата, кирка, лом і молот. Полегшував роботу землекопів кінний плуг, яким рихлили землю, з якої потім і робили насип. Землю возили підводами, а часто носили ношами. До місця роботи добиралися пішки, тоді як на окремих дільницях відстань доходила до 10 км. Спали на дерев'яних тапчанах з матрацами, набитими соломою. Гарячі обіди готувалися прямо на місці роботи. Попри це, робітники справно виконували роботу.
Навесні 1934 року земляні роботи були виконані, мости споруджені. Почалося укладання шляху від Ново-Кондрашевської до Старобільська. Цю роботу вели три ударні комсомольські бригади. Перша укладала шпали, її очолював Марк Буряк. За нею йшла бригада Трохима Пластуна, яка укладала рейки. Третьою йшла бригада костильників Іллі Годлі. Вони і завершували роботу. Бригади розгорнули змагання за те, аби до 7 листопада 1934 року перші поїзди розпочали рух до станції Старобільськ.
Водночас тривало будівництво вокзалу на станції Старобільськ, в ході якого було застосовано старопридатну цеглу із будівель, що стояли у цьому районі. Будівлю вокзалу зводила бригада Пантелєя Бородіна. Одночасно зводилися всі інші приміщення залізничного вузла, в тому числі електростанція і депо. Будівельні роботи велися весь світловий день.
Роботи з укладання залізничної колії тривали й уночі при світлі паровоза. 7 листопада 1934 року на станцію Старобільськ з Ново-Кіндрашівської прибув перший поїзд з чотирма вагонами, в яких перебували передовики будівництва магістралі. В цей день було організовано свято.
Через два роки на станції Солідарна зустрілися будівельники, які прокладали залізницю від Валуйок та Старобільська. Тож магістраль була введена в експлуатацію.

## Пасажирське сполучення
У 2014 році курсування приміських дизель-поїздів у напрямку Луганська, Лантратівки та Валуйок було припинено з технологічних причин.
З 29 травня 2016 року рух поїздів відновлено. Лінією Валуйки — Кіндрашівська відновлено курсування приміського поїзда сполученням  Кіндрашівська-Нова — Лантратівка, який робить зупинки лише по станціях.